# زعفران (جنس)
الزعفران(ملاحظة 1) جنس نباتي ينتمي إلى الفصيلة السوسنية. يضم حوالي 80 نوعا ينتشر معظمها في العالم القديم. أهم أنواعه الزعفران المزروع (باللاتينية: Crocus sativus). يوجد منه عدة أنواع واطنة في بلاد الشام.

## من أنواعهالواطنةفي بلاد الشام
- الزعفران الأبيض الشاحب (باللاتينية: Crocus ochroleucus)
- الزعفران الإسفنجي (باللاتينية: Crocus cancellatus)
- الزعفران الحرموني (باللاتينية: Crocus hermoneus)
- الزعفران الحلبي (باللاتينية: Crocus aleppicus)
- الزعفران الشتوي (باللاتينية: Crocus hyemalis)
- الزعفران الصفراوي (باللاتينية: Crocus vitellinus)
- الزعفران القماشي (باللاتينية: Crocus pallasii)
- الزعفران المؤابي (باللاتينية: Crocus moabiticus)
- زعفران كوتشي (باللاتينية: Crocus kotschyanus)
- الزعفران النفاذ (باللاتينية: Crocus graveolens)
- الزعفران النقبي (باللاتينية: Crocus naqabensis)

## من أنواعهالواطنةفيالمغرب العربي
- الزعفران الظلي (باللاتينية: Crocus serotinus) في المغرب العربي وإسبانيا
- الزعفران النيفادي (باللاتينية: Crocus nevadensis) في المغرب العربي وإسبانيا

## معرض صور

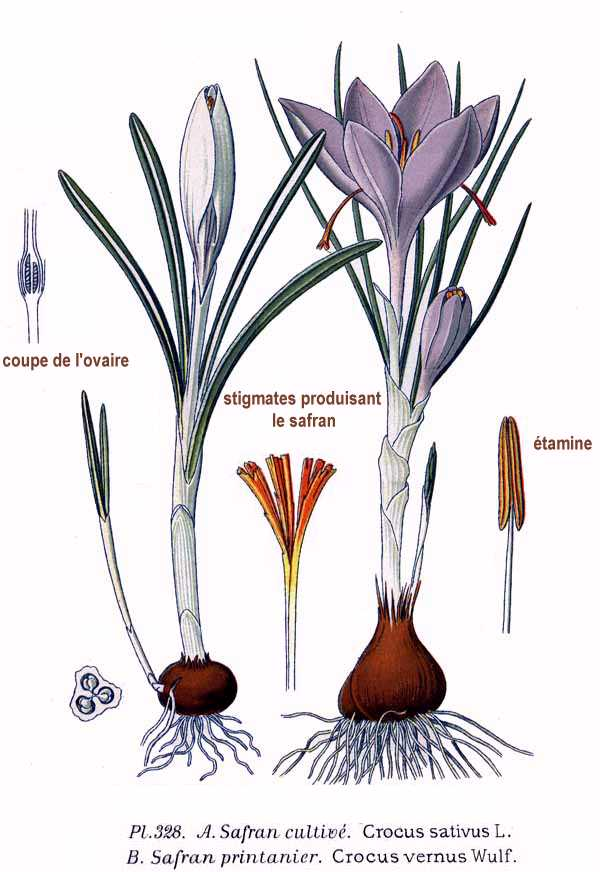
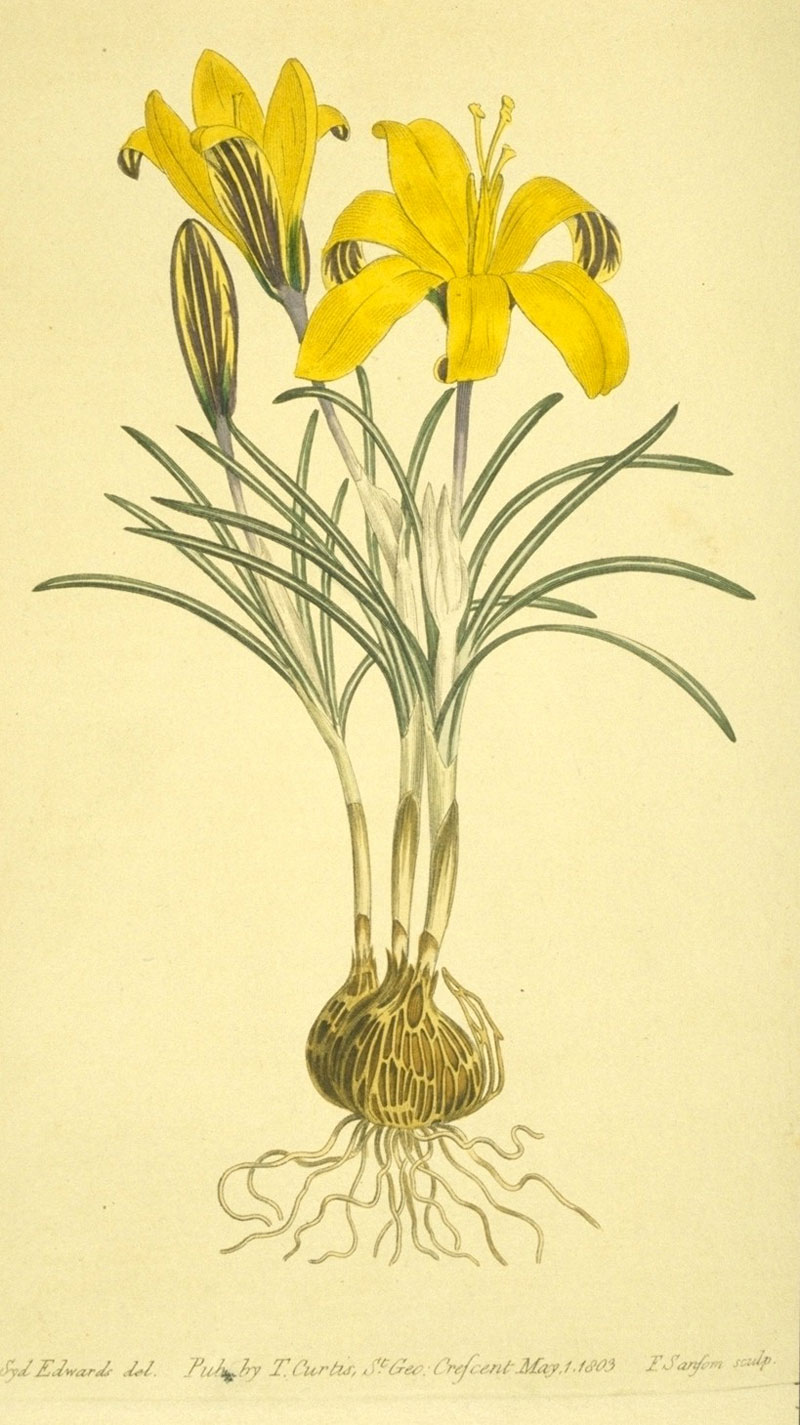
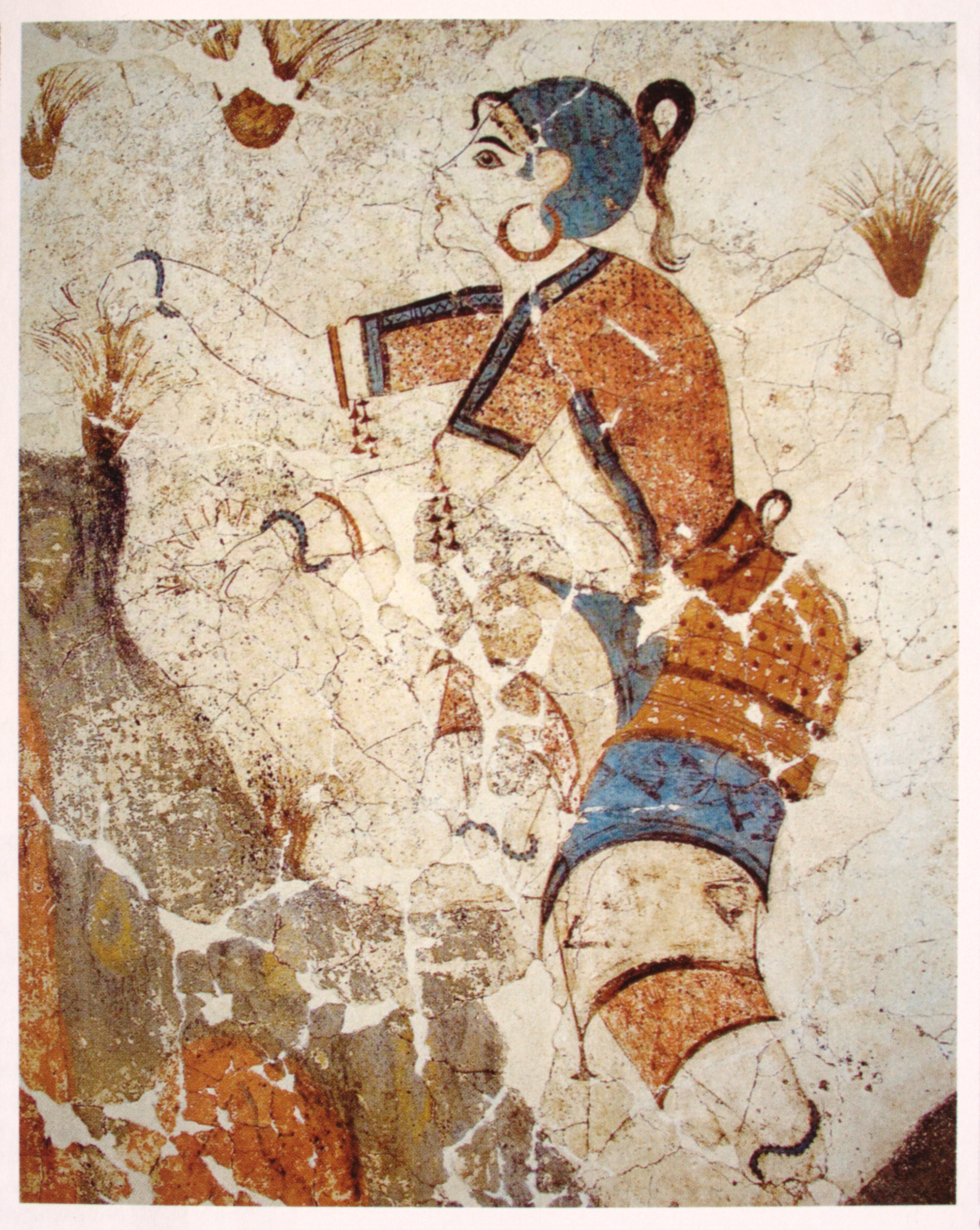
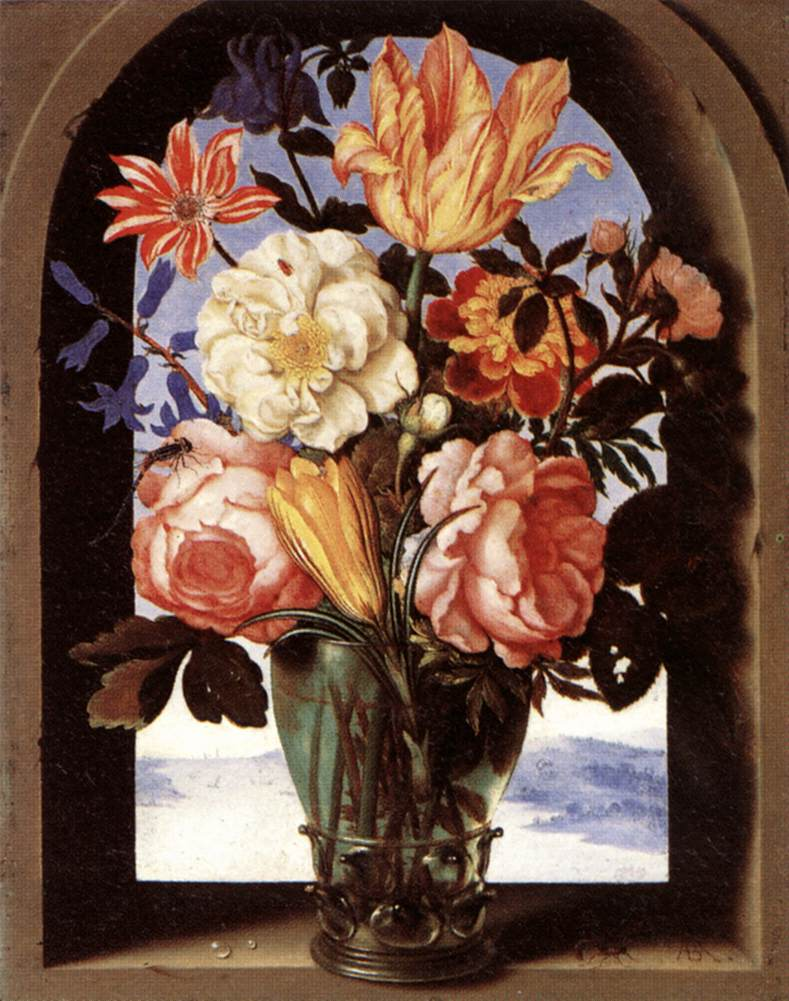

## من أنواعه الأخرى
- زعفران الربيع (باللاتينية: Crocus vernus)
- زعفران طويل الزهرة (باللاتينية: Crocus longiflorus)
- الزعفران الأصفر (باللاتينية: Crocus flavus)
- زعفران ذهبي (باللاتينية: Crocus chrysanthus)
- زعفران عريان الزهر (باللاتينية: Crocus nudiflorus)
- زعفران ثنائي الزهر (باللاتينية: Crocus biflorus)

## هوامش
- ملاحظة 1 المرادفات: الجَادي، الجُسَاد، الجَيْهَمَان، الدَّلْهَقَان، الرَّدَان، الرَّيْهَقَان، الصَّفَرَان، الرَّعْبَل.[7]